# Marc Streitenfeld
Marc Streitenfeld (München, 1974) is een Duitse componist van filmmuziek.
Streitenfeld verhuisde toen hij 19 jaar oud was naar Los Angeles. Hij begon zijn carrière als assistent bij componist en muziekproducent Hans Zimmer in de muziekstudio Media Ventures (vanaf 2003: Remote Control Productions). Hij werd later ook technisch adviseur, muziekeditor en muzieksupervisor. Op verzoek van regisseur Ridley Scott componeerde Streitenfeld in 2006 muziek voor de film A Good Year, later componeerde hij voor Scott nog meer films. Voorafgaand aan zijn solowerk als componist, werkte Scott al samen met Streitenfeld aan de films Gladiator, Hannibal, Black Hawk Down en Kingdom of Heaven. Streitenfeld won drie ASCAP Awards met de films American Gangster, Robin Hood en Prometheus en een World Soundtrack Award met de film American Gangster.
Streitenfeld heeft sinds 2007 een relatie met de Frans-Amerikaanse actrice Julie Delpy, zij hebben samen een zoon.

## Filmografie
- 2006: A Good Year
- 2007: American Gangster
- 2008: Body of Lies
- 2010: Welcome to the Rileys
- 2010: Robin Hood
- 2011: The Grey
- 2012: Prometheus
- 2012: Killing Them Softly
- 2014: After the Fall (aka: Things People Do)
- 2015: Poltergeist
- 2016: All I See Is You
- 2020: Six Minutes to Midnight

## Overige producties

### Televisieseries
- 2014: Hand of God (2014-2017)
- 2020: Raised by Wolves (met Ben Frost)